# Expérience du cœur qui bat
L'expérience du cœur qui bat est une expérience chimique réalisée afin d'illustrer une réaction oscillante. Il peut s'agir de l'expérience du cœur battant de mercure ou d'une autre réaction voisine à base de gallium.

## Gallium
Le gallium est un métal argenté qui fond à basse température, à 29,76°C. Ainsi, une cuillère en gallium va fondre en quelques secondes dans un verre d'eau chaude (phénomène utilisé pour des farces et attrapes[réf. nécessaire]).
En utilisant la tension de surface, on peut faire entrer une goutte de gallium dans une réaction oscillante. Couvrir ce gallium d'acide sulfurique, puis ajouter quelques gouttes d'un oxydant tel que du permanganate de potassium ou du bicarbonate de potassium. Les variations de la tension superficielle vont alors osciller, donnant l'impression que le gallium bat comme un cœur.